# Halberg & Venn
Halberg & Venn var en modebutik i Stockholm som 1992–1995 sålde udda 1960- och 1970-talskläder, klubbkläder och egendesignade kläder. Halberg & Venn fick med sin originella och punkiga stil samt med sina spektakulära modevisningar snabbt ett stort genomslag både hos klubbpubliken och i media vid lanseringen 1992.

## Butiken
Butiken som var på 70 m² låg i en källarlokal på Torsgatan 42 i Vasastaden, Stockholm och hade tidigare varit Ragnar Fruncks Bastuspecialisten. Bastulagret byggdes om till butik och en bastu byggdes om till kontor. Inför lanseringen 1992 inreddes butiken bland annat med stora modellbilder på nakna män. Butiken som från starten blev något av en samlingsplats för kompisar till Fredrik Heinig, Christian Ahlberg och Robert Bohman hade även ett flipperspel och en Coca Cola-automat med starköl i. 1994 gjordes butiken om, väggar och fönster målades mörkblått och en ljussatt catwalk byggdes i lokalen.

## Lansering och genomslag
Halberg & Venn öppnade i augusti 1992. På den kändistäta invigningsfesten spelade nystartade Teddybears STHLM live i butiken och lanseringen fick ett stort genomslag i media med bland annat reportage i ZTV, helsidesreportage i DN, SvD, artiklar i Stockholms kvällstidningar samt reportage i Sveriges Radio. 
Relativt omgående började Halberg & Venns kläder figurera i mode- och shoppingreportage i både modepress och dagspress. Halberg & Venn ansågs representera något nytt och cutting edge och uppmärksamheten i media höll i sig ända till butiken stängde sommaren 1995. Halberg & Venn sponsrade programledare som Josefin Leffler på ZTV och både klubbpubliken och artister som Stakka Bo tog till sig klädmärket.[källa behövs]

### Modevisning på rave i Huddinge
Halberg & Venns första modevisning hösten 1992 var på ett rave arrangerat av Michael Eklöf i Länna i Huddinge. Visningen avslutades med att en modell med Jofa-jacka sköts i ryggen med en hagelgevärsattrapp så att blodet sprutade.

### Modevisning på Lido
I mars 1993 arrangerade Halberg & Venn en fest med modevisning på nattklubben Lido på Hornsgatan. Visningen spelades in och visades på ZTV. I visningen projicerades kläder på vitsminkade och nakna modeller uppspända på kors. En fingerad skottlossning med hagelgevär och splatterblod avslutade visningen som inleddes till tonerna av Carmina Burana.

### Modevisning på Operaterrassen
20 augusti 1993 arrangerade Halberg & Venn en fest på Operaterrassen med modevisning. På festen gick artisten Stakka Bo en boxningsmatch mot Anders "Lillen" Eklund.[källa behövs] På visningen fingerades en skalpering av en av modellerna på scen.

## Kollektioner
Halberg & Venns utbud byggde inledningsvis mycket på deadstock, gamla lager med oanvända sport- och modeplagg från 1960- och 1970-talet. Både Fredrik Heinig och Robert Bohman hade tidigare jobbat på PUB:s herravdelning och fick på så vis kontakt med en inköpare med ett stort lager med provplagg. Senare begav man sig ut på inköpsturnéer på landsorten och knackade dörr på sport-, herrklädes- och jeansaffärer för att komma åt gamla lager med oanvända kläder. En del plagg kustomiserades med tryck och t-shirts och tröjor med Halberg & Venn-tryck syddes upp på ett väveri i Ulricehamn.

### 1992: Vi knäcker dig
Halberg & Venns sortiment vid öppnandet 1992 gick på temat ”Vi knäcker dig” och var en blandning av utvalda 1960- och 1970-talsplagg i grälla färger, från illgula Jofa-täckjackor, pyjamasar, kustomiserade Fristadsbyxor, supertajta Lee jeans och overaller, randiga frottékostymer, frotté-Y-frontskalsonger och skotskrutiga shorts till t-shirts i barnstorlekar med pubertala tryck som ”50 % sprit 49 % brudar 1 % relax”. Man sålde även svenska och engelska klubbkläder, Playboy-skor samt skatekläder från Brädgår’n. Sortimentet uppdaterades kontinuerligt och plaggen fanns endast i ett par exemplar var. På väggarna hängde foton på nakna manliga modeller eller med y-fronts-kalsonger där pungen hängde utanför.

### Anti-nazist-tröja
Halberg & Venn designade en anti-nazist-t-shirt i form av ett vägmärke med en överkorsad svastika. Tröjan såldes i många tusen på postorder via Veckorevyn. Tröjan trycktes sedan oberoende upp av andra och spreds på musikfestivaler och figurerar än idag.

### 1993: 1980-talsretro
Hösten 1993 bytte Halberg & Venn ut sortimentet efter en ”Sup & knarkfest” i butiken där grupperna Teddybears STHLM, Girlsmen och Mr Vidal uppträdde. Kollektionen gick mer åt 1980-tal med Takano-inspirerade WCT-overaller samt t-shirts med obskyra superhjältetryck, satinskjortor med broderade gulddrakar, frottétrosor med pinuppor, tajta t-shirts med glittermärken med hästar och katter och  turkosa longsleeves med pubertala tryck som ”Fitta till max - ja, tack”.

### 1994: Hybris
Temat för det nya sortimentet var hybris och en oljemålning på delägarna hängdes upp i butiken. Lokalen målades om i sobert mörkblått och en liten catwalk byggdes mitt i butiken. Kollektionen bestod av matchningsdressat mode med safaridräkter med matchande strumpor, kalsonger och bögslunga. Måttbeställda kostymer och långklänningar kunde beställas i butiken och det fanns ett stort sortiment av strumpor och underkläder i rosa, lila, rött och andra knallfärger.

### Grundarna
Fredrik Heinig och Christian Ahlberg drog igång Halberg & Venn hösten 1992. Efter cirka ett år sålde Ahlberg sin andel till Robert Bohman. Bohman hade dock varit inblandad i butikens koncept och sortiment redan från början, men ej som delägare.

### Praktikanter
Bland de under en tidpunkt upp till 8 praktikanterna som jobbade i Halberg & Venn-butiken fanns Joakim Åhlund och Klas Åhlund, då medlemmar i gruppen Teddybears STHLM samt César Vidal, då sångare i bandet Mr Vidal, senare sångare i gruppen Caesars, samt Soma Catomeris, gitarrist i skapopbandet Girlsmen.[källa behövs]

## Nedläggning
I samband med att Fredrik Heinig och Robert Bohman började driva klubben Vegas i Stockholm sommaren 1994 och att Heinig började jobba som konsult för ZTV under våren 1995 samt startade produktionsbolaget Spader knekt tillsammans med Mikael Bohman och Peter Siepen sommaren 1995,[källa behövs] fanns det inte längre tid eller energi kvar hos delägarna att fortsätta driva butiken. En plan att skaffa en ny och mer centralt belägen lokal genomfördes aldrig och Halberg & Venn stängde sommaren 1995.